# Erland Galjaard
Erland Oscar Galjaard (Sassenheim, 3 juni 1967) is een Nederlandse programmadirecteur. Hij was van 2007 tot 2018 programmadirecteur bij RTL Nederland. Hij is een zoon van hoogleraar Hans Galjaard.

## Biografie
Galjaard begon na de middelbare school aan een studie politicologie, maar stopte hier na tweeënhalf jaar mee.
In de jaren negentig werkte hij aan programma's als Ooggetuige en Klasgenoten en zette met Gerard Baars het programma TROS Radar op. Vervolgens werkte hij voor Sport 7, later voor SBS Sport. Vanaf 1997 was hij werkzaam bij RTL. Hij begon zijn carrière als eindredacteur bij het RTL Nieuws. Daarna leidde hij de sportafdeling, toentertijd bij de Holland Media Groep. In 1999 werd hij de programmaleider van het originele RTL 5. In 2002 werd hij aangesteld als programmadirecteur van Yorin en van 2005 tot 2007 bekleedde hij die functie bij 'het nieuwe' RTL 5. Galjaard werd in juli 2007 per direct benoemd tot programmadirecteur van RTL 4. Op 19 januari 2011 is Galjaard door mediavakblad Broadcast Magazine uitgeroepen tot Omroepman van het Jaar 2010. Vanaf november 2011 was Galjaard Programmadirecteur RTL Nederland. In 2016 was Galjaard te zien in het programma The Roast of Gordon. In februari 2018 is Galjaard gestopt als programmadirecteur bij RTL. In januari 2019 ging Galjaard als strategisch adviseur aan de slag bij Talpa Network. Galjaard ging drie dagen per week voor De Mol werken, de rest van zijn tijd stak hij in zijn eigen bedrijf. Hij besloot zijn contract in maart 2023 niet te verlengen.
Sinds 2017 maakt hij deel uit van Soulvation met Ronald Molendijk.

## Privé
Sinds 2007 heeft hij een relatie met actrice en presentatrice Wendy van Dijk, met wie hij in september 2014 trouwde. Begin 2010 werd hun dochter geboren. Galjaard heeft tevens twee dochters uit een eerder huwelijk.